# Chimbulak
Chimbulak ou Shymbulak (en kazakh : Шымбұлақ) est une station de sports d'hiver de la chaîne Trans-Ili Alataou au Kazakhstan, située à 25 km au sud de l'ancienne capitale Almaty, 5 km en amont du barrage de Medeo.

## Description
Située à 2 260 mètres d'altitude, la station possède un ensemble de trois télésièges permettant d'atteindre le col de Talgar (ru) à  3 163 mètres.

## Histoire
Chimbulak a accueilli les VIIIe Asiades d'hiver, en 2011.

## Galerie

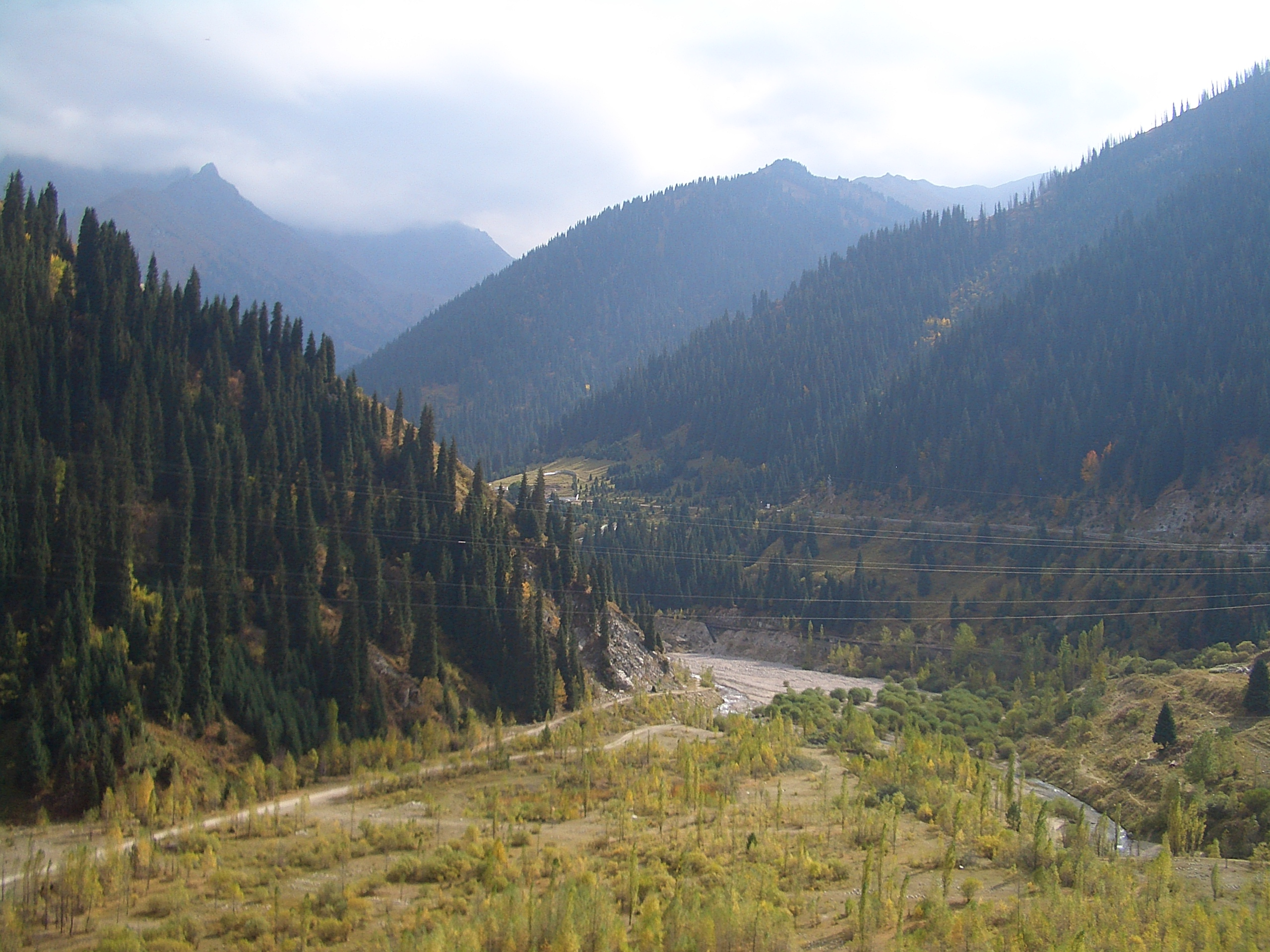
La vallée de Chimbulak.
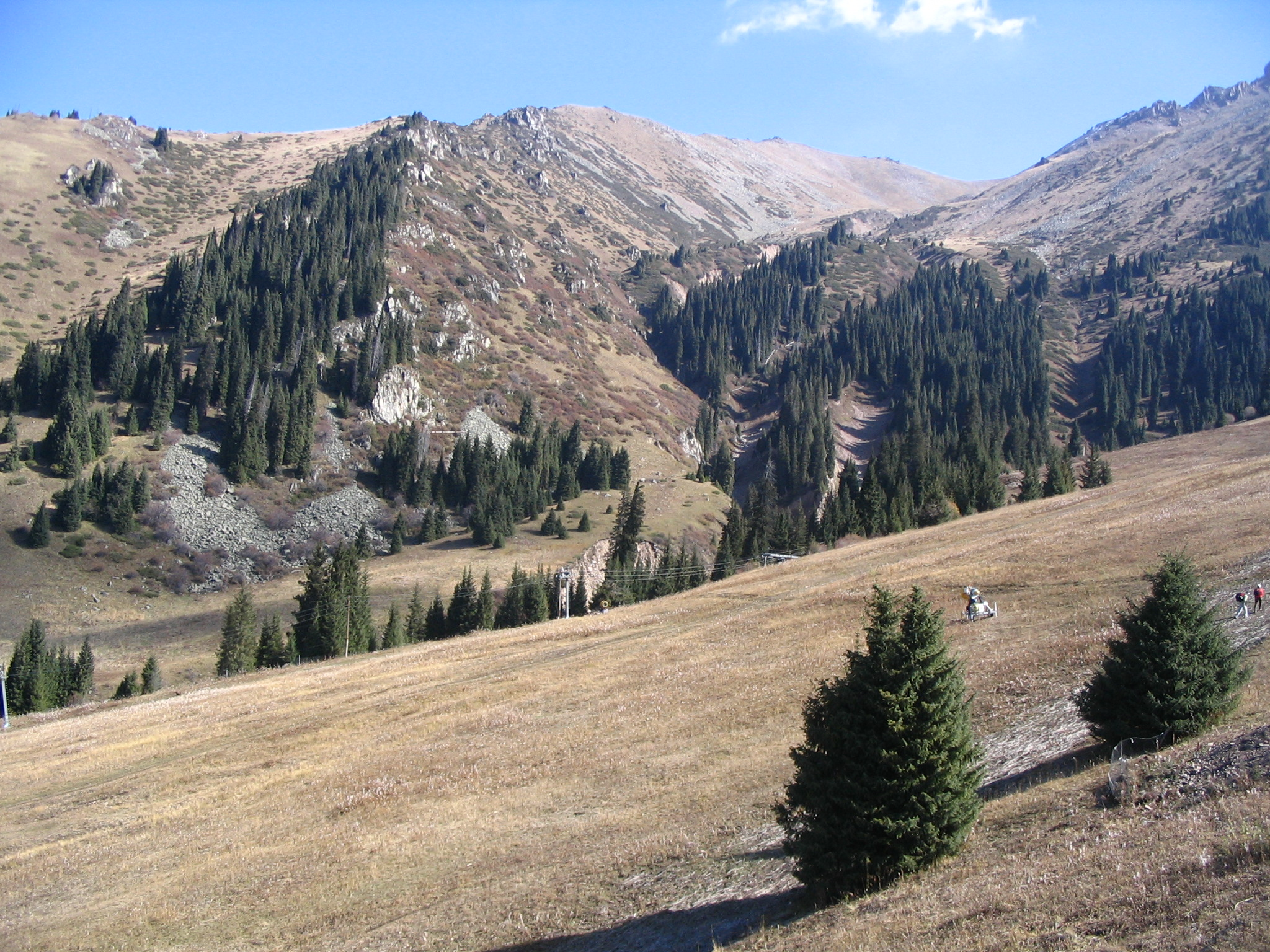
Chimbulak en automne, piste au milieu de forêts d'épicéas de Schrenk, altitude 2650 mètres.
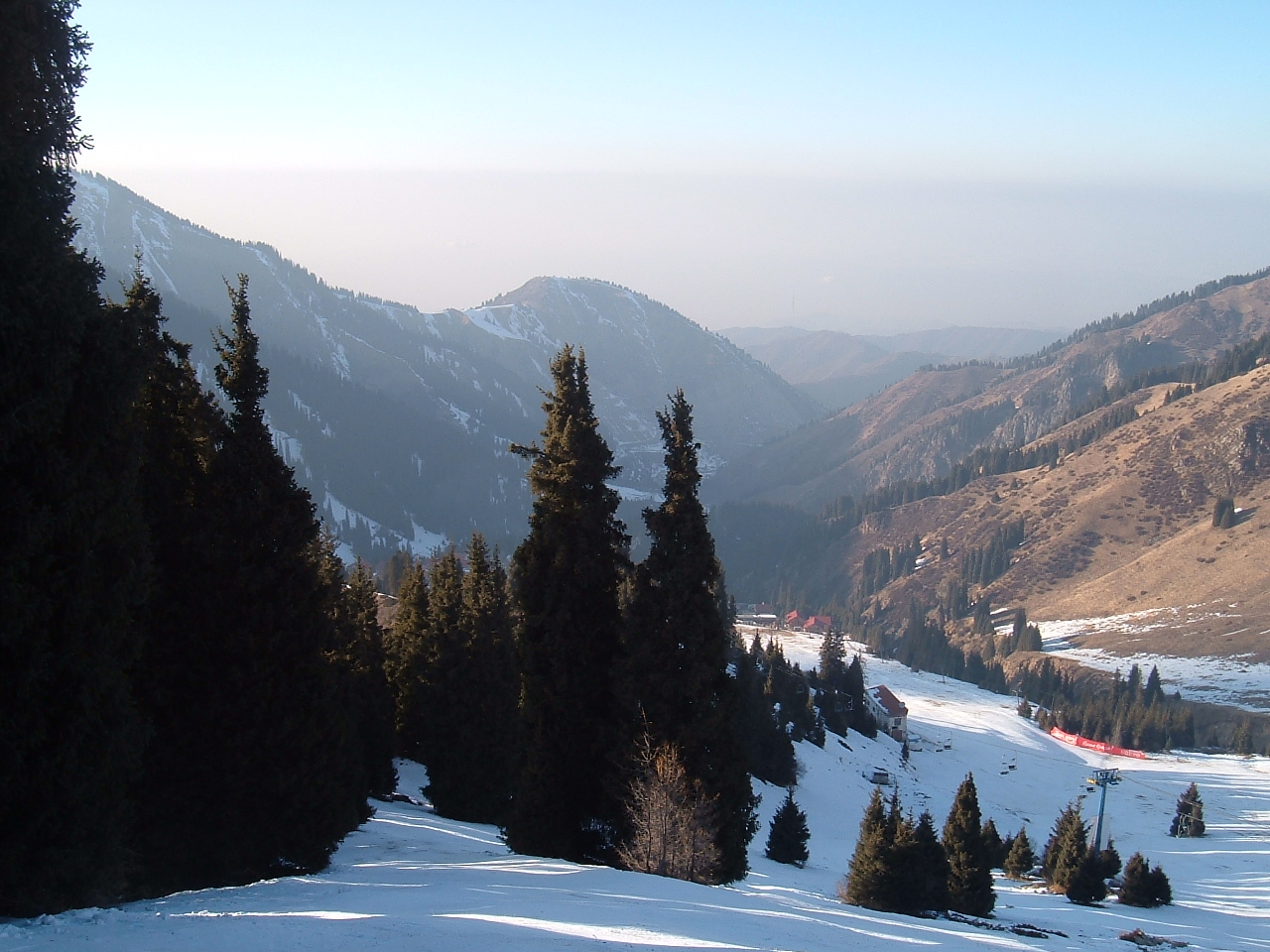
La zone skiable.
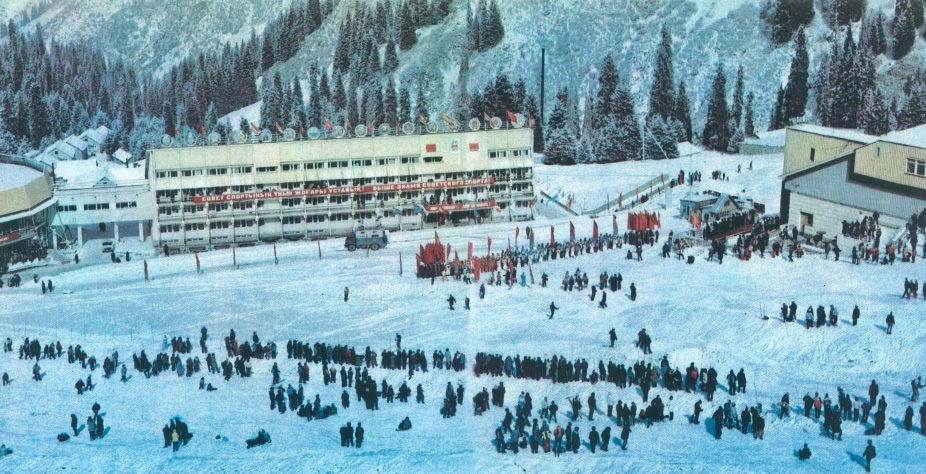
Chimbulak en hiver.
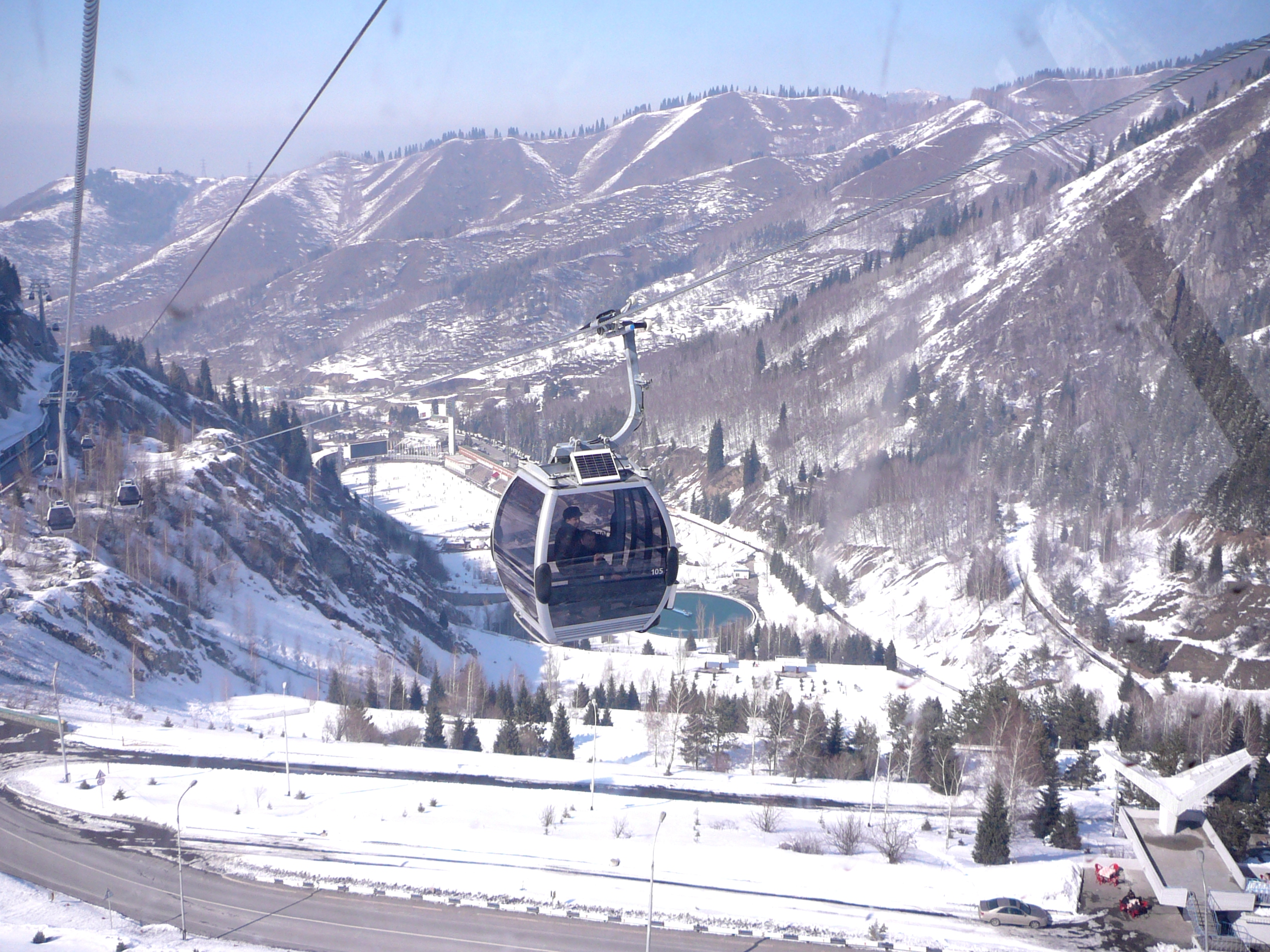
La ligne de télécabines Medeo-Chimbulak. Dans le fond, la patinoire de Medeo.